# Adrian Cann
Adrian Cann (* 19. September 1980 in Thornhill, Ontario) ist ein kanadischer Fußballspieler.

## Karriere

### College
Cann spielte von 2000 bis 2003 in der College-Soccer-Mannschaft der University of Louisville in Louisville, Kentucky. Gleich in seinem ersten Jahr konnte er sich in der Startaufstellung der Mannschaft etablieren. Am Ende der ersten Saison wurde er in die erste Auswahlmannschaft der All-Conference USA aufgenommen. In den folgenden Jahren konnte er noch mehrere Auszeichnungen erreichen.

### Profi
Nach seinem Collegeabschluss nahm Cann am MLS SuperDraft 2004 teil. Dort wurde er von den Colorado Rapids ausgewählt. Bei den Rapids absolvierte er zwei Spiele und wurde Mitte der Saison 2004 aufgrund von Ausländerbeschränkungen in der Mannschaft freigestellt. Wenig später wechselte er zu Montreal Impact in die USL A-League.
2006 verließ Cann den Verein und spielte dann für Vancouver Whitecaps, wo er in der zweithöchsten Liga (USSF Division 2 Professional League) 58 Partien bestritt und einen Treffer erzielen konnte. Der junge Mann blieb zwei Jahre bei diesem Verein und wechselte zum dänischen Verein Esbjerg fB. Er absolvierte nur 14 Ligaspiele für Esbjerg fB. Im Jahr 2010 verließ er die Mannschaft und versuchte ein Probetraining bei Toronto FC. Am Ende des Trainings wurde er für eine Saison verpflichtet. In Toronto gab Cann sein Debüt am 15. April 2010. Nach drei Spielzeiten bei den Kanadiern, wurde er im November 2012 freigestellt. Im MLS Re-Entry Draft 2012 wurde von keiner Mannschaft ausgewählt, somit war er vereinslos.
Am 22. Januar 2014 unterzeichnete er bei den San Antonio Scorpions.
Cann spielt seit 2008 für die kanadische Nationalmannschaft und absolvierte bisher 8 Spiele für Kanada. Cann lief in zwei Spielen während der Qualifikationsspiele zur WM 2010, konnte sich mit Kanada jedoch nicht für die Endrunde in Südafrika qualifizieren.